# 비토리오 메초조르노
비토리오 메초조르노(Vittorio Mezzogiorno, 1941년 12월 6일 ~ 1994년 1월 7일)는 이탈리아의 배우이다. 배우 조반나 메초조르노의 아버지이다.

## 출연 작품
- 이국의 망령 (1992)
- 마지막 등정 세레토레 (1991)
- 컨빅션(영어판) (1990)
- 프랑스 대혁명 (1989)
- 예나취 (1987)
- 밀실의 갈증 (1987)
- 폭풍의 왕국 (1985)
- 미녀의 덫 (1984)
- 시실리 마피아 (1984)
- 달빛 그림자 (1983)
- 쓰리 브라더스 (1981)